# صندوق سرمایه‌گذاری عمومی
صندوق سرمایه‌گذاری عمومی (PIF; عربی: صندوق الإستثمارات العامة) صندوق ثروت دولتی عربستان سعودی است. این صندوق یکی از بزرگ‌ترین صندوق‌های ثروت ملی در جهان است که دارایی کل آن حداقل ۶۲۰ میلیارد دلار برآورد شده‌است. این صندوق در سال ۱۹۷۱ با هدف سرمایه‌گذاری از طرف دولت عربستان سعودی ایجاد شد.
این صندوق به عنوان یکی از کم‌شفاف‌ترین صندوق‌های ثروت دولتی در جهان شناخته شده‌است. در سال ۲۰۱۶، وال استریت ژورنال اشاره کرد که هیچ‌یک از سرمایه‌گذاری‌های این صندوق نامگذاری نشده و نامشخص است. فعالیت‌های این سازمان به دلیل ارتباط با دولت عربستان سعودی و سابقه حقوق بشر آن جنجال‌برانگیز شده‌است.

## تاریخچه
صندوق سرمایه‌گذاری عمومی عربستان سعودی (PIF) در سال ۱۹۷۱ با فرمان سلطنتی M/24 با هدف حمایت مالی از پروژه‌های دارای اهمیت استراتژیک برای اقتصاد ملی تأسیس شد. در بیشتر تاریخ خود،
PIF یک نهاد منفعل بود که بر ارزش خالص دولت سعودی در شرکت‌های فهرست شده نظارت می‌کرد. هنگامی که کشورهای نفتی همسایه از منابع مالی خود برای نفوذ خود استفاده می‌کردند، عربستان سعودی نیز از آنها پیروی کرد. PIF تعداد کارکنان خود را از ۵۰ نفر در سال ۲۰۱۵ به ۵۰۰ نفر در سال ۲۰۱۸ افزایش داد.

## پروژه‌های سرمایه‌گذاری

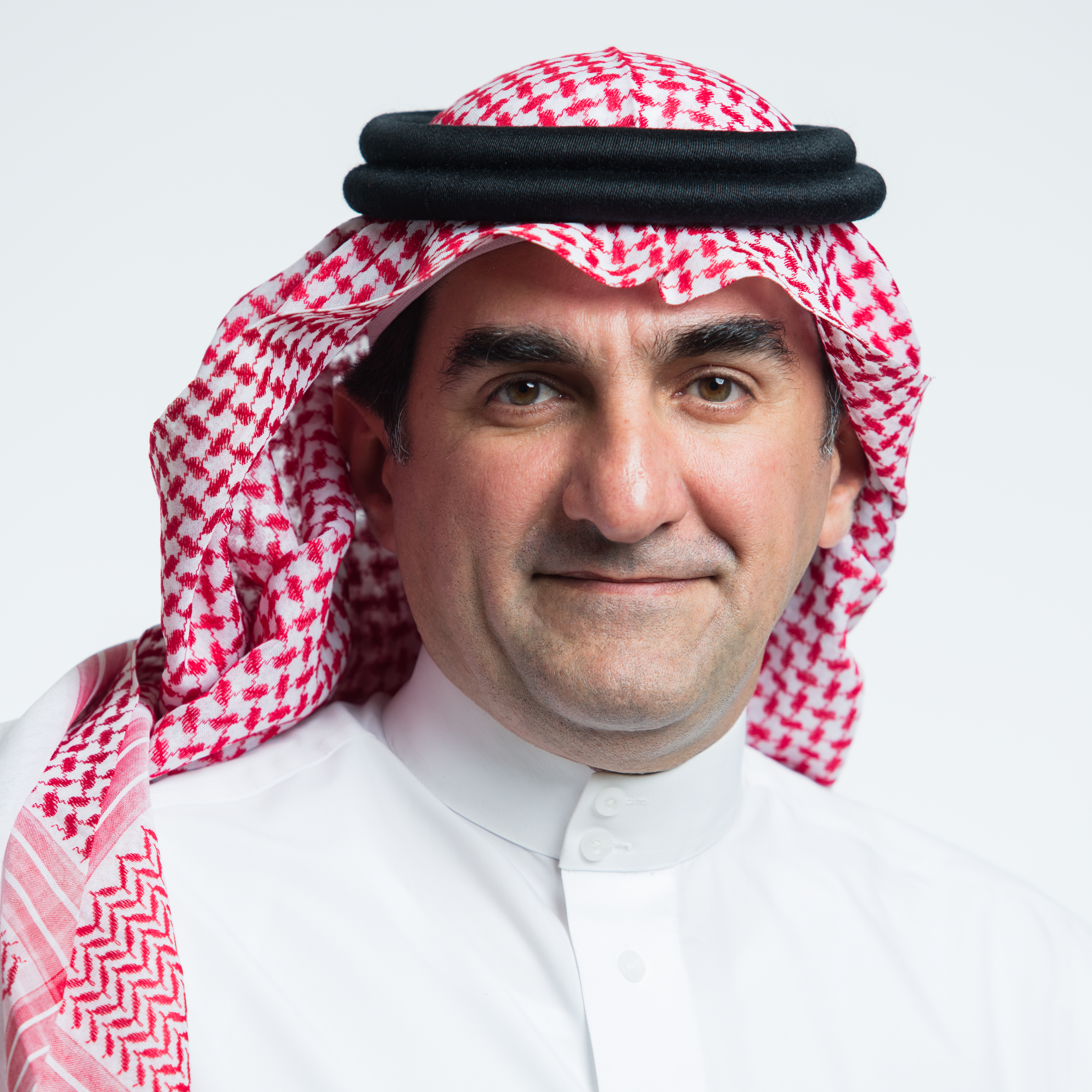
یاسر الرمیان رییس باشگاه نیوکاسل

### مالکیت نیوکاسل یونایتد
در ۱۴ آوریل ۲۰۲۰، مشخص شد که قرارداد انتقال مالکیت باشگاه فوتبال نیوکاسل یونایتد به مبلغ ۳۰۰ میلیون پوند بین مالک فعلی مایک اشلی و کنسرسیوم خرید احتمالی متشکل از صندوق سرمایه‌گذاری عمومی، پی‌سی‌پی کاپیتال پارتنرز PCP Capital) Partners) و برادران روبن توافق شده‌است. با این حال، لیگ برتر به‌طور بحث‌برانگیزی از تصویب این قرارداد خودداری کرد و بنابراین مایک اشلی بعداً در تلاش برای تکمیل فرایند انتقال، مراحل مختلف حقوقی علیه لیگ برتر انجام داد. در ۷ اکتبر ۲۰۲۱، اعلام شد که باشگاه توسط کنسرسیومی متشکل از صندوق سرمایه‌گذاری عمومی خریداری شده‌است.
سازمان‌های حقوق بشری از لیگ برتر به دلیل اجازه دادن به PIF برای خرید یک باشگاه از لیگ برتر انتقاد کردند. عفو بین‌الملل به سابقه حقوق بشری عربستان اشاره کرد و گفت که لیگ برتر باید استانداردهایی را وضع کند که ناقضان حقوق بشر نتوانند مالک باشگاه‌های لیگ برتر شوند. خدیجه چنگیز، نامزد جمال خاشقجی، روزنامه‌نگار سعودی که توسط عوامل رژیم سعودی کشته شد، از لیگ برتر خواست تا مانع انتقال به PIF شود.
در آوریل ۲۰۲۱، سعودی محمد بن سلمان، بوریس جانسون، نخست‌وزیر بریتانیا را تحت فشار قرار داد تا در این موضوع مداخله کند تا لیگ برتر مالکیت نیوکاسل توسط PIF را تأیید کند. در اکتبر ۲۰۲۱، لیگ برتر پس از دریافت «تضمین‌های قانونی لازم الاجرا مبنی بر عدم کنترل پادشاهی عربستان سعودی بر باشگاه فوتبال نیوکاسل یونایتد»، مالکیت PIF را تصویب کرد.